# Olofsbolsjön
Olofsbolsjön är en sjö i Tingsryds kommun i Småland och ingår i Mieåns huvudavrinningsområde. Vid provfiske har abborre, braxen, gädda och mört fångats i sjön.